# Кизильник
Кизи́льник (лат. Cotoneáster) — род неколючих кустарников, реже небольших деревьев семейства Розовые (Rosaceae). Название происходит от греческого 'cotonea' — айва, 'aster' — имеющий вид; по сходству листьев айвы и одного из видов кизильника.
Представители рода произрастают в Евразии, Северной Африке и Северной Америке.

## Ботаническое описание
Кизильники представляют собой листопадные или вечнозелёные медленнорастущие кустарники высотой от 0,3 до 2 м. Листья некрупные, простые, очередные, цельнокрайные, яйцевидные; с нижней стороны серо-зелёные, с верхней — летом тёмно-зелёные, блестящие, осенью — краснеющие. Цветение происходит в июне. Цветки белые или розовые, мелкие, в щитках, кистях или одиночные. Плоды кизильника — маленькие красные или чёрные яблоки с 2—5 косточками. Обладают мучнистым вкусом. Плоды некоторых видов съедобны.

## Распространение и экология
Кизильник распространён в Европе, Азии (кроме Японии), Северной Африке и Северной Америке. Произрастает как на равнинах, так и в горной местности — от предгорий до альпийского пояса, на каменистых склонах, скалах, осыпях, речных обрывах, лесных опушках.

## Хозяйственное значение и использование
Кизильник используется для закрепления песчаных склонов, в качестве живых изгородей и как декоративное растение. В коллекциях ботанических садов кизильники известны с 1864 года.
К достоинствам кизильника относятся малая требовательность к почвам и влажности, морозостойкость, дымо- и газоустойчивость. Растения хорошо переносят пересадку и обрезку. Для омоложения старых кустов может использоваться радикальная обрезка (листопадных видов — в феврале, вечнозелёных — в октябре).
Размножают кизильники семенами и вегетативно. Зелёные черенки укореняются быстрее при высокой влажности, то есть под плёнкой. Лучший срок для черенкования — вторая половина июля. Субстрат состоит из смеси торфа и песка, взятых в равных количествах.
Виды Кизильник алаунский и Кизильник блестящий занесены в Красную книгу России.

## Классификация

### Таксономическое положение
- Cotoneaster Medik., 1789, Philos. Bot. 1: 155

Род Кизильник включается в семейство Розовые (Rosaceae) порядка Розоцветные (Rosales), последовательно входящего в более крупные клады Фабиды → Розиды → Суперрозиды → Эвдикоты → Цветковые растения. Таксономическая схема в соответствии с Системой APG IV по состоянию на июнь 2024 года:
|  |                          |  |                                   |                                   |                   |  | еще 8 семейств |               |               |                                                               |
|  |                          |  |                                   |                                   |                   |  |                |               |               | 270 подтвержденных видов и 170 видов, ожидающих подтверждения |
|  |                          |  |                                   | порядок Розоцветные               |                   |  |                |               | род Кизильник |                                                               |
|  |                          |  |                                   | порядок Розоцветные               |                   |  |                |               | род Кизильник |                                                               |
|  | клада Цветковые растения |  |                                   |                                   | семейство Розовые |  |                |               |               |                                                               |
|  | клада Цветковые растения |  |                                   |                                   |                   |  |                |               |               |                                                               |
|  |                          |  | ещё 63 порядка цветковых растений | ещё 63 порядка цветковых растений |                   |  |                | еще 116 родов | еще 116 родов |                                                               |
|  |                          |  |                                   | ещё 63 порядка цветковых растений |                   |  |                |               | еще 116 родов |                                                               |

## Виды
Некоторые из них:
- Cotoneaster acutifolius Turcz. — Кизильник остролистный
- Cotoneaster adpressus Bois — Кизильник прижатый
- Cotoneaster alaunicus Golitsin — Кизильник алаунский
- Cotoneaster apiculatus Rehder & E.H.Wilson — Кизильник остроконечный
- Cotoneaster bullatus Bois — Кизильник пузырчатый
- Cotoneaster dammeri C.K.Schneid. — Кизильник Даммера
- Cotoneaster divaricatus Rehder & E.H.Wilson — Кизильник растопыренный
- Cotoneaster franchetii Bois — Кизильник Франше
- Cotoneaster horizontalis Decne. — Кизильник горизонтальный
- Cotoneaster integerrimus Medik. — Кизильник цельнокрайный, или Кизильник обыкновенный
- Cotoneaster lucidus Schltdl. — Кизильник блестящий
- Cotoneaster melanocarpus Fisch. ex A.Blytt — Кизильник черноплодный
- Cotoneaster microphyllus Wall. ex Lindl. — Кизильник мелколистный
- Cotoneaster mongolicus Pojark. — Кизильник монгольский
- Cotoneaster neopopovii Czerep. — Кизильник новый Попова
- Cotoneaster pannosus Franch. — Кизильник плёнчатый
- Cotoneaster salicifolius Franch. — Кизильник иволистный
- Cotoneaster tenuipes Rehder & E.H.Wilson — Кизильник тонконогий

## Гибридные роды с участием представителей рода Кизильник
- ×Sorbocotoneaster — Рябинокизильник, или Сорбокотонеастер (= Sorbus × Cotoneaster)